# Villefranque (Pyrénées-Atlantiques)
Villefranque (Baskisch: Milafranga) is een gemeente in het Franse departement Pyrénées-Atlantiques (regio Nouvelle-Aquitaine). De plaats maakt deel uit van het arrondissement Bayonne. Villefranque  telde op 1 januari 2022 2.957 inwoners.

## Geografie
De oppervlakte van Villefranque bedroeg op 1 januari 2022 17,17 vierkante kilometer; de bevolkingsdichtheid was toen 172,2 inwoners per km².

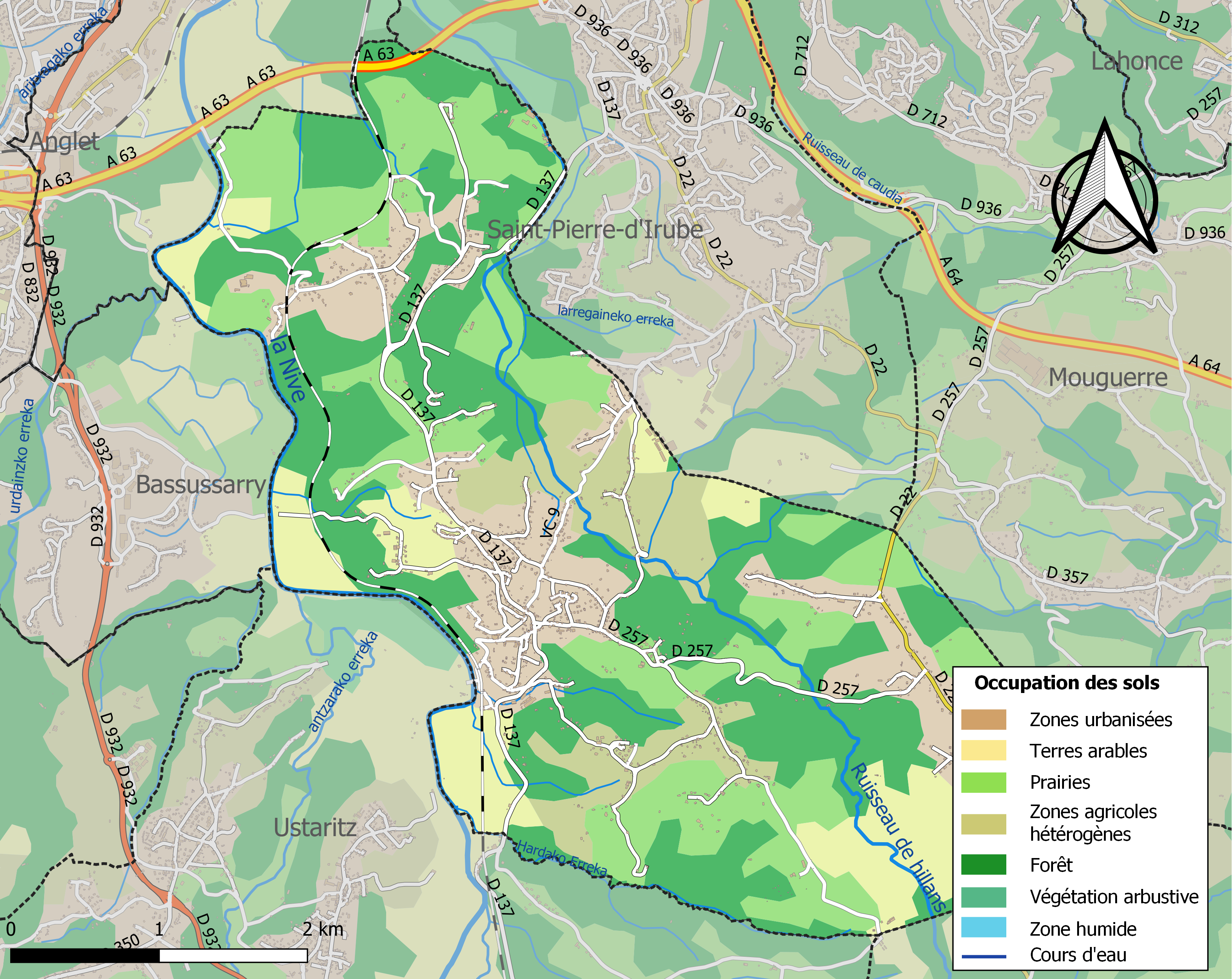
Kaart van de gemeente met belangrijkste infrastructuur, bodemgebruik en omliggende gemeenten

## Verkeer en vervoer
In de gemeente ligt de spoorweghalte Villefranque.

## Demografie
Onderstaande figuur toont het verloop van het inwonertal (bron: INSEE-tellingen).